# Patterson (Arkansas)
Patterson é uma cidade  localizada no estado americano de Arkansas, no Condado de Woodruff.

## Demografia
Segundo o censo americano de 2000, a sua população era de 467 habitantes.
Em 2006, foi estimada uma população de 422, um decréscimo de 45 (-9.6%).

## Geografia
De acordo com o United States Census Bureau, a localidade tem uma área de 2,9 km², sem área coberta por água.

## Localidades na vizinhança
O diagrama seguinte representa as localidades num raio de 32 km ao redor de Patterson.